# Перстач м'яковолосистий
Перстач м'яковолосистий (лат. Potentilla mollicrinis) — вид квіткових рослин роду перстач родини розові (Rosaceae).

## Ботанічний опис
Багаторічна рослина 20–30 см заввишки.
Листочки стеблових листків продовгувато-оберненояйцеподібні, майже завжди до основи багатопильчасті, із 5–11 короткими, майже трикутними зубцями, запушені з обох сторін, знизу навіть шерстисті.

## Поширення в Україні
Зустрічається у Криму. Росте на сухих схилах та кам'янистих місцях.